# Vasum turbinellus
Vasum turbinellus is een slakkensoort uit de familie Turbinellidae. De wetenschappelijke naam werd gepubliceerd in 1758 door Carl Linnaeus in de tiende editie van Systema naturae.